# Berberis davidii
Berberis davidii är en berberisväxtart som beskrevs av Ahrendt. Berberis davidii ingår i släktet berberisar, och familjen berberisväxter. Inga underarter finns listade i Catalogue of Life.